# Va ora in onda
Va ora in onda è stato un programma televisivo comico di intrattenimento e satira, andato in onda dal 19 giugno all'11 settembre 1997 in prima serata su Rai 1.

## Il programma
Ideato da Carlo Conti, Giorgio Panariello e Giancarlo Nicotra e diretto da Paolo Beldì, sulla scia di Su le mani (in onda nell'estate precedente con un formato molto simile), il programma era trasmesso in diretta ogni giovedì sera per 13 puntate, vale a dire per l'intera estate 1997.
La conduzione era affidata a Carlo Conti ed a Luana Colussi, spesso interrotti dagli interventi comici di Giorgio Panariello, nelle vesti di numerosi personaggi come la Signora Italia, il Pierre, Mario il bagnino e Simone Power Ranger.
Altri comici che intervenivano all'interno del programma erano Vito, Salvatore Ficarra e il duo Toti e Tata.
Partecipava alla trasmissione anche Pupo, collegandosi ogni settimana da una piazza d'Italia, presso un monumento celebre; in realtà il collegamento avveniva dal vicino parco di divertimento Italia in miniatura. La gag si concludeva sempre con Pupo che dedicava una canzone alla città in cui si trovava, tipica di quella regione, per poi intonare la sua Firenze Santa Maria Novella, salvo nella puntata in "diretta" da Firenze dove cantò Gelato al cioccolato.
Nella trasmissione vi era pure l'angolo degli "Abbattistamenti", gioco che superò l'ambito televisivo divenendo uno dei fenomeni dell'estate italiana 1997: nello studio era collocato un busto di marmo raffigurante Cesare Battisti, a cui era però stata messa una parrucca nera al fine di assomigliare a Lucio Battisti, e i conduttori lanciavano servizi con riprese da varie parti d'Italia dove sembrava essere stato avvistato il cantante, ritiratosi dalla vita pubblica ormai da anni (poi morto il 9 settembre 1998, a 363 giorni di distanza dall'ultima puntata della trasmissione); per rendergli ulteriormente omaggio, la trasmissione aveva come ospiti fissi il gruppo RockGalileo ad eseguirne dal vivo i brani più celebri.
La sigla della trasmissione era cantata dai "Gipsy Rinc", parodia dei Gipsy Kings, interpretati da Giorgio Panariello, Tony Corallo e Alessandro Paci.
Il programma era abitualmente preceduto da una gag in cui le varie annunciatrici Rai si confondevano nell'introdurre il programma a causa del titolo, finendo quindi per ripetere numerose volte "Va ora in onda... Va ora in onda".
La trasmissione raggiunse un grande successo, arrivando al 25% di share e toccando punte di 5 milioni di telespettatori.

## Ascolti TV
| Puntata | Data              | Telespettatori | Share  | Ospiti                                                   |
| ------- | ----------------- | -------------- | ------ | -------------------------------------------------------- |
| 1       | 19 giugno 1997    | 4.761.000      | 22,42% | Clorinne Cléry, Alessia Merz, Anna Oxa e Tiberio Timperi |
| 2       | 26 giugno 1997    | 3.998.000      | 19,00% |                                                          |
| 3       | 3 luglio 1997     | 3.925.000      | 20,66% |                                                          |
| 4       | 10 luglio 1997    | 4.355.000      | 24,58% |                                                          |
| 5       | 17 luglio 1997    | 4.443.000      |        |                                                          |
| 6       | 24 luglio 1997    | 3.850.000      | 23,87% |                                                          |
| 7       | 31 luglio 1997    | 3.983.000      | 24,47% |                                                          |
| 8       | 7 agosto 1997     | 3.961.000      | 25,63% |                                                          |
| 9       | 14 agosto 1997    |                |        |                                                          |
| 10      | 21 agosto 1997    | 3.430.000      | 20,36% |                                                          |
| 11      | 28 agosto 1997    | 3.981.000      | 22,28% |                                                          |
| 12      | 4 settembre 1997  | 4.604.000      | 23,04% |                                                          |
| 13      | 11 settembre 1997 |                |        |                                                          |